# Acrapex postrosea
Acrapex postrosea là một loài bướm đêm trong họ Noctuidae.